# Cottévrard
Cottévrard est une commune française située dans le département de la Seine-Maritime en région Normandie.

## Géographie

### Localisation
| Grigneuseville | Beaumont-le-Hareng | Saint-Saëns   |
|                | Cottévrard         | Bosc-Bérenger |
| Bosc-le-Hard   | Esteville          | Critot        |

Bien que située sur le plateau du pays de Caux, Cottévrard fait partie pays de Bray comme tout l'ancien arrondissement de Neufchâtel.
Cottévrard est située à 4 km de Bosc-le-Hard, à 7 km de Saint-Saëns, à 9 km de Bellencombre, à 13 km de Buchy et à 16 km de Tôtes.
Elle est située à 5 km de l'échangeur du Pucheuil (no 11) de l'A28 et a donné son nom à une gare de péage de l'A29.

### Hydrographie
La commune est située dans le bassin Seine-Normandie. Elle est drainée par le Hareng,.

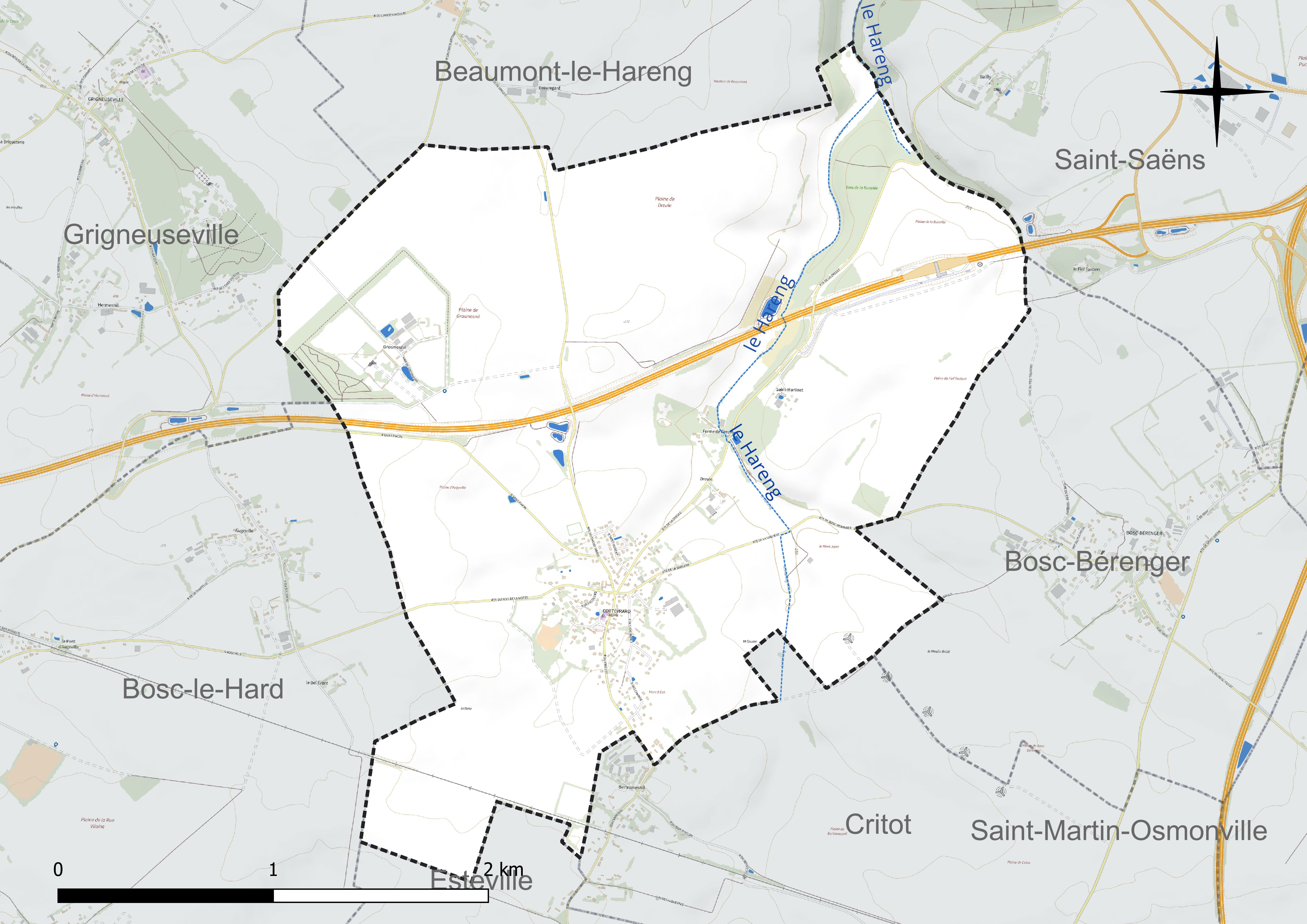
Réseau hydrographique de Cottévrard.

### Climat
Pour des articles plus généraux, voir Climat de la Normandie et Climat de la Seine-Maritime.
En 2010, le climat de la commune est de type climat océanique altéré, selon une étude du CNRS s'appuyant sur une série de données couvrant la période 1971-2000. En 2020, Météo-France publie une typologie des climats de la France métropolitaine dans laquelle la commune est exposée à un climat océanique et est dans la région climatique Côtes de la Manche orientale, caractérisée par un faible ensoleillement (1 550 h/an) ; forte humidité de l’air (plus de 20 h/jour avec humidité relative > 80 % en hiver), vents forts fréquents. Parallèlement le GIEC normand, un groupe régional d’experts sur le climat, différencie quant à lui, dans une étude de 2020, trois grands types de climats pour la région Normandie, nuancés à une échelle plus fine par les facteurs géographiques locaux. La commune est, selon ce zonage, exposée à un « climat maritime », correspondant au Pays de Caux, frais, humide et pluvieux, légèrement plus frais que dans le Cotentin.
Pour la période 1971-2000, la température annuelle moyenne est de 10,2 °C, avec une amplitude thermique annuelle de 13,6 °C. Le cumul annuel moyen de précipitations est de 903 mm, avec 13,6 jours de précipitations en janvier et 8,8 jours en juillet. Pour la période 1991-2020, la température moyenne annuelle observée sur la station météorologique la plus proche, située sur la commune de Bouelles à 22 km à vol d'oiseau, est de 10,7 °C et le cumul annuel moyen de précipitations est de 838,4 mm,. Pour l'avenir, les paramètres climatiques de la commune estimés pour 2050 selon différents scénarios d’émission de gaz à effet de serre sont consultables sur un site dédié publié par Météo-France en novembre 2022.

## Urbanisme

### Typologie
Au 1er janvier 2024, Cottévrard est catégorisée commune rurale à habitat dispersé, selon la nouvelle grille communale de densité à sept niveaux définie par l'Insee en 2022.
Elle est située hors unité urbaine. Par ailleurs la commune fait partie de l'aire d'attraction de Rouen, dont elle est une commune de la couronne,. Cette aire, qui regroupe 317 communes, est catégorisée dans les aires de 200 000 à moins de 700 000 habitants,.

### Occupation des sols
L'occupation des sols de la commune, telle qu'elle ressort de la base de données européenne d’occupation biophysique des sols Corine Land Cover (CLC), est marquée par l'importance des territoires agricoles (93,2 % en 2018), une proportion sensiblement équivalente à celle de 1990 (93,4 %). La répartition détaillée en 2018 est la suivante : 
terres arables (79,2 %), zones agricoles hétérogènes (8,8 %), prairies (5,2 %), zones urbanisées (4 %), forêts (2,9 %). L'évolution de l’occupation des sols de la commune et de ses infrastructures peut être observée sur les différentes représentations cartographiques du territoire : la carte de Cassini (XVIIIe siècle), la carte d'état-major (1820-1866) et les cartes ou photos aériennes de l'IGN pour la période actuelle (1950 à aujourd'hui).

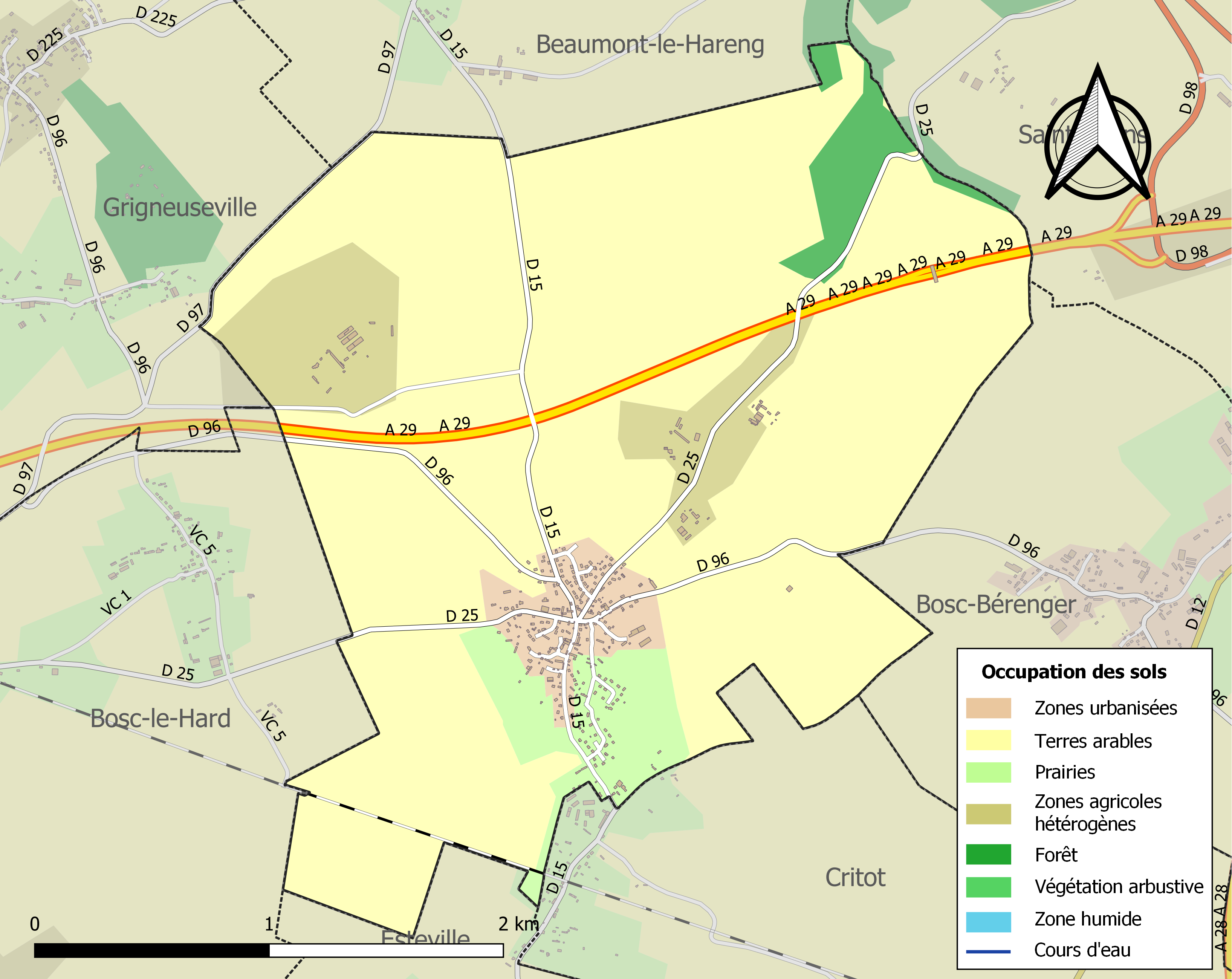
Carte des infrastructures et de l'occupation des sols de la commune en 2018 (CLC).

## Toponymie
Le nom de la localité est attesté sous les formes Cotevrart en 1147 et en 1197, Cothevrat en 1172 et 1178, Cotevrart en 1195, Cottevrard en 1793, Cottévrard en 1801.
Il s'agit d'un composé toponymique vraisemblablement peu ancien si l'on considère son origine et son mode de composition (« formule »).
François de Beaurepaire, citant Jean Adigard des Gautries et Fernand Lechanteur, penche pour un composé de type germanique basé sur les éléments kot « habitation » que l'on retrouve sporadiquement dans la toponymie normande, par exemple : Vaucottes (Seine-Maritime)  ou Brocottes (Calvados). L'origine précise de ce terme en Normandie, saxonne ou scandinave, est discutée. Cependant, étant donné le caractère plus récent du mode composition « formule B », c'est-à-dire Cotte- + second élément, il est préférable d'y voir directement le vieux normand cotte « hutte, cabane » (cf. normand cottin hutte, cabane, niche à chien, voir aussi anglais cottage et coterie, tenure rurale modeste, puis révolte de cot(t)iers « petits paysans ») de même origine, suivi du nom de personne Evrart, qui se perpétue dans le nom de famille Évrard, d'origine francique.

## Histoire
Le village conserve des traces d'un établissement militaire sur tertre au nom inconnu datant du Bas Empire, auquel a succédé un château fort médiéval datant des XIe et XIIe siècles, dont il reste quelques substructions qui sont propriétés de la commune. Par contre le château de Grosmesnil (situé au lieu-dit Grosmesnil) est un édifice beaucoup plus récent (XVIIIe siècle), seule la chapelle Saint-Georges a des origines anciennes qui remontent au XIIe siècle.
Selon l'abbé Cochet, « Vers 1830, on a recueilli, notamment au hameau de Dreulles, des monnaies romaines, en grande partie de bronze ; quelques-unes étaient de Néron et de Commode, vingt-sept de Titus, le plus grand nombre de Trajan. — La tradition du pays veut qu'il y ait eu à Dreulles une ville qu'on appelle la Cité de Dreulles. Un vieux chemin de ce hameau porte le nom de Chemin de César.— Voie romaine de Cailly et de Rouen à Arques et à Dieppe. — Sur la route du Bosc-le-Hard est le Bois de la Moue, renfermant un tertre circulaire qui recouvrait un souterrain. Il y a à Dreulles des traditions où se mêle le nom de César ».
Six bagues en argent doré avec chaton de verre, semblant dater du XIIIe siècle, ont été trouvées dans la cour du château de Grosmesnil.

## Politique et administration

### Rattachements administratifs et électoraux
La commune se trouve depuis 1926 dans l'arrondissement de Dieppe du département de la Seine-Maritime. Pour l'élection des députés, elle fait partie depuis 2012 de la dixième circonscription de la Seine-Maritime.
Elle faisait partie depuis 1793 du canton de Bellencombre. Dans le cadre du redécoupage cantonal de 2014 en France, la commune est désormais intégrée au canton de Neufchâtel-en-Bray..

### Intercommunalité
Bosc-le-Hard était membre de la communauté de communes du Bosc d'Eawy, créée en 2002.
Dans le cadre de l'approfondissement de la coopération intercommunale prévu par la Loi portant nouvelle organisation territoriale de la République (Loi NOTRe) du 7 août 2015, cette intercommunalité est dissoute le 31 décembre 2016 et ses communes réparties entre trois intercommunalités.
C'est ainsi que Cottévrard est désormais membre de la communauté de communes Inter-Caux-Vexin créée le 1er janvier 2017.

### Liste des maires
| Période                                  | Période                   | Identité              | Étiquette | Qualité              |
| ---------------------------------------- | ------------------------- | --------------------- | --------- | -------------------- |
| Les données manquantes sont à compléter. |                           |                       |           |                      |
| 1829                                     | 1830                      | De Grosmesnil         |           |                      |
| 1848                                     |                           | Mégard                |           |                      |
| 1852                                     | 1860                      | Jacques Dufour        |           |                      |
| 194X                                     |                           | Ernest Benoît         |           |                      |
| Les données manquantes sont à compléter. |                           |                       |           |                      |
| mars 2001                                | 2014                      | Pierre Duvivier       | DVD       | Agriculteur retraité |
| 2014                                     | mai 2020                  | Jean-Claude Hautecœur |           |                      |
| mai 2020                                 | En cours (au 2 juin 2020) | Fabrice Gamelin       |           |                      |

## Démographie
L'évolution du nombre d'habitants est connue à travers les recensements de la population effectués dans la commune depuis 1793. Pour les communes de moins de 10 000 habitants, une enquête de recensement portant sur toute la population est réalisée tous les cinq ans, les populations de référence des années intermédiaires étant quant à elles estimées par interpolation ou extrapolation. Pour la commune, le premier recensement exhaustif entrant dans le cadre du nouveau dispositif a été réalisé en 2004.

En 2022, la commune comptait 474 habitants, en évolution de +1,5 % par rapport à 2016 (Seine-Maritime : +0,35 %, France hors Mayotte : +2,11 %).
| 1793 | 1800 | 1806 | 1821 | 1831 | 1836 | 1841 | 1846 | 1851 |
| ---- | ---- | ---- | ---- | ---- | ---- | ---- | ---- | ---- |
| 395  | 365  | 387  | 372  | 398  | 375  | 374  | 362  | 312  |

| 1856 | 1861 | 1866 | 1872 | 1876 | 1881 | 1886 | 1891 | 1896 |
| ---- | ---- | ---- | ---- | ---- | ---- | ---- | ---- | ---- |
| 300  | 287  | 302  | 295  | 286  | 328  | 273  | 263  | 267  |

| 1901 | 1906 | 1911 | 1921 | 1926 | 1931 | 1936 | 1946 | 1954 |
| ---- | ---- | ---- | ---- | ---- | ---- | ---- | ---- | ---- |
| 285  | 289  | 270  | 242  | 231  | 235  | 239  | 250  | 251  |

| 1962 | 1968 | 1975 | 1982 | 1990 | 1999 | 2004 | 2006 | 2009 |
| ---- | ---- | ---- | ---- | ---- | ---- | ---- | ---- | ---- |
| 241  | 219  | 219  | 291  | 358  | 339  | 345  | 369  | 385  |

| 2014 | 2019 | 2022 | - | - | - | - | - | - |
| ---- | ---- | ---- | - | - | - | - | - | - |
| 453  | 476  | 474  | - | - | - | - | - | - |

## Culture locale et patrimoine

### Lieux et monuments
L'église paroissiale Saint-Martin est mentionnée dès 1147. La partie la plus ancienne de l'église est le chœur qui remonte au XIIe siècle, mais a été très modifié au XVIe siècle. Alors que le clocher tombait en ruine en 1840, il a été décidé de le remplacer. Alors qu'ailleurs dans la région, on a beaucoup reconstruit en brique au XIXe, on a jugé bon d'acquérir un clocher ancien en pierre, à savoir celui de l'église Saint-Nicolas de Rouen qui devait être abattue, puisque la paroisse avait été supprimée à la Révolution. Le clocher est mis en place en 1843 ; il s'agit d'un édifice de style gothique flamboyant construit entre 1503 et 1533. C'est l'architecte rouennais Élie Courtonne qui a réalisé ce travail de transfert à l'instigation du comte de Grosmesnil. La paroisse était sous la patronage de l'abbaye de Jumièges avant la Révolution française.

### Personnalités liées à la commune
Liste des curés[réf. nécessaire]
- Jean Pierre Nicolle (†1842)
- Pierre Boniface Froment (†1868), curé pendant 25 ans
- Antoine Ambroise Lemasson (†1876)
- Pierre Denis Lebas (†1892)

## Héraldique
| Blason de Cottévrard | Blason  | De gueules à la losange d'argent accostée de deux léopards d'or en chef, à deux besants d'argent, chargé chacun d'une inscription de sable frappé au droit d'un denier du Moyen âge du type bléso-chartrain en flancs sous les léopards et accompagnés en pointe de deux clés renversées et adossées d'or; au chef de sinople* chargé de l'ombre du manoir de Grosmesnil accosté de deux molettes d'or boutonnées d'argent. * Il y a là non-respect de la règle de contrariété des couleurs : ces armes sont fautives (Sinople sur gueules). |
| Blason de Cottévrard | Détails | Selon l'article de presse "Le Réveil" du 10/02/2024 : – Le rouge représente le courage et la puissance et le vert la dignité et l'honneur.(Note : L'héraldique n'attribue aucun symbole abstrait à ces éléments, il ne s'agit donc que de la vision du concepteur). – Les molettes d'or symbolisent la chevalerie. – Le monument en filigrane est le manoir seigneurial de Grosmesnil. – Les léopards d'or sont issues des armoiries de la Normandie et symbolisent les origines Vikings (selon les concepteurs des armes de Cottévrard). - Les besants d'argent symbolisent la Cathédrale de Chartres. – Le losange représente le chant de louange à Dieu (Note :Il faut décoder le subtil jeu de mots en à-peu-près où le "s" transformé en "u" permet de glisser de "champ du losange" à "chant de louange"...) – Les clés d'or dites de saint Pierre symbolisent l'Abbaye de Jumièges. (Note : Les clés de St Pierre sont en héraldique présentées en sautoir, l'une d'argent et l'autre d'or ; le symbolisme est donc ici très approximatif). |